# فولفغانغ فريتز هاوغ
فولفغانغ فريتز هاوغ (بالألمانية: Wolfgang Fritz Haug)‏ هو أستاذ جامعي وفيلسوف وكاتب ألماني، ولد في 1936 في إسلينغن آم نيكار في ألمانيا.

## وصلات خارجية
- الموقع الرسمي
- فولفغانغ فريتز هاوغ على موقع IMDb (الإنجليزية)